# Oenaek (Kupang Barat)
Oenaek is een bestuurslaag in het regentschap Kupang van de provincie Oost-Nusa Tenggara, Indonesië. Oenaek telt 617 inwoners (volkstelling 2010).